# Lewis Hine
Lewis Wickes Hine (Oshkosh, 26 settembre 1874 – Hastings-on-Hudson, 3 novembre 1940) è stato un sociologo e fotografo statunitense, che utilizzò la macchina fotografica come strumento per promuovere riforme sociali, in particolare nell'ambito del lavoro minorile.

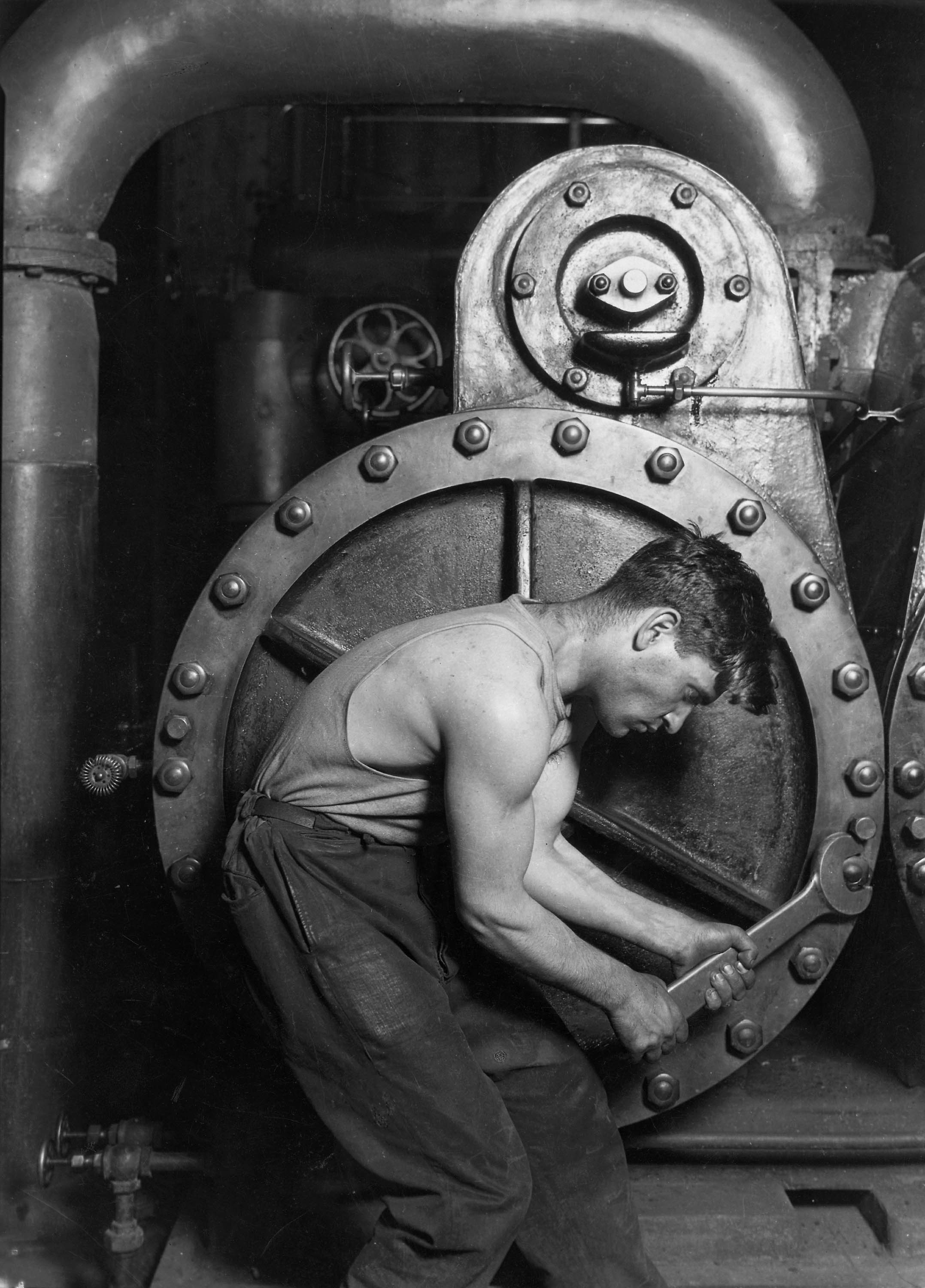
Power house mechanic working on steam pump, 1920

Fu anche membro freelance della straight photography (fotografia diretta).

## Biografia
Lewis W. Hine nacque a Oshkosh, nello stato del Wisconsin, nel 1874. Dopo la morte del padre in un incidente, iniziò a lavorare e a risparmiare per potersi permettere di frequentare il college. Hine studiò sociologia presso la University of Chicago, la Columbia University e la New York University. Divenne poi insegnante a New York presso la Ethical Culture School, dove incoraggiò i suoi studenti ad utilizzare la macchina fotografica come mezzo di sviluppo culturale. Le sue classi viaggiarono fino alla Ellis Island in New York Harbor, fotografando le centinaia di immigrati che vi approdavano ogni giorno. Tra il 1904 e il 1909, Hine scattò circa 200 fotografie, e sviluppò la convinzione di una vera vocazione per il fotogiornalismo

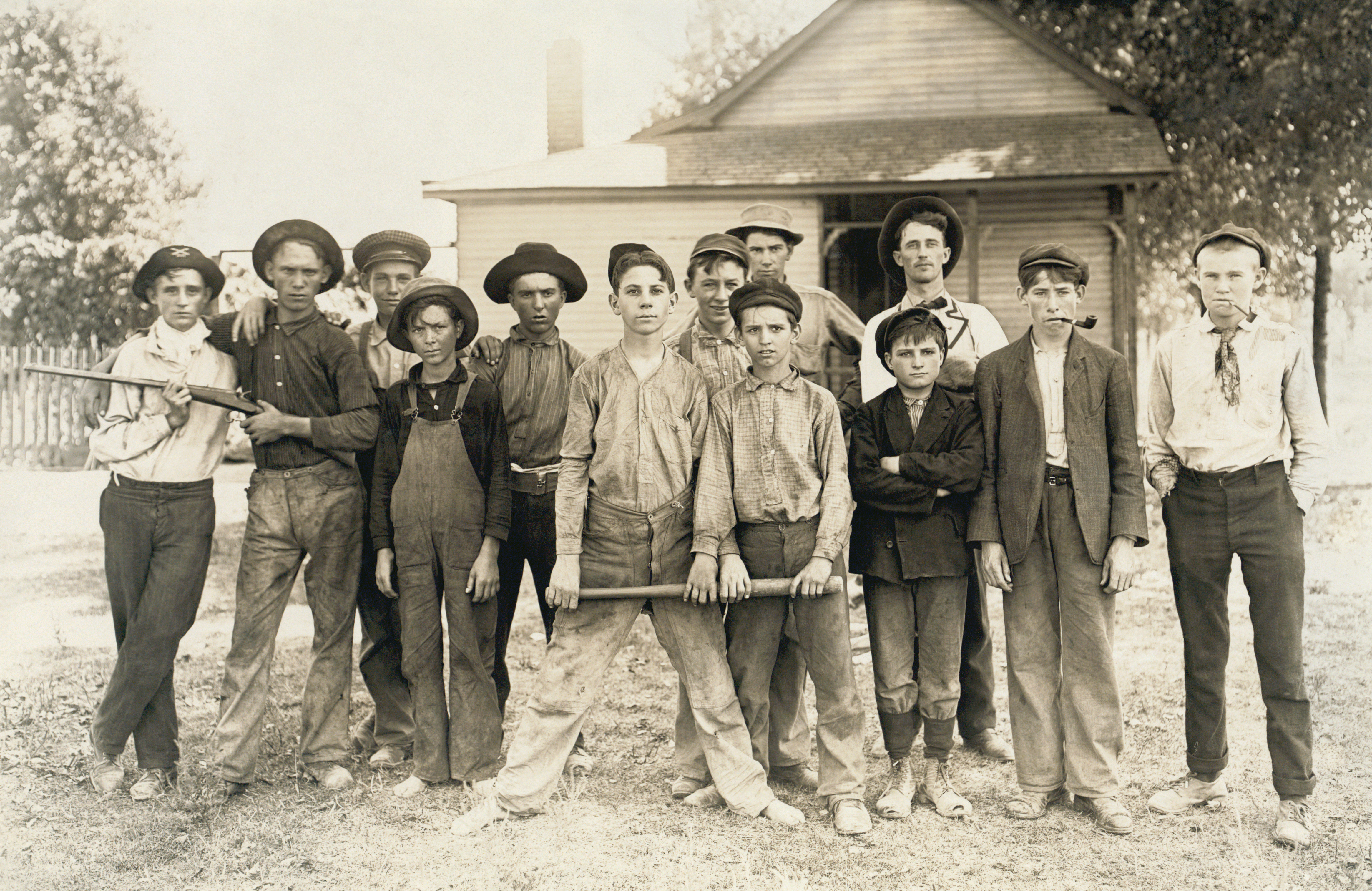
Squadra di baseball composta per la maggior parte di lavoratori bambini di una fabbrica di vetro. Indiana, agosto 1908.

Nel 1907, divenne il fotografo della National Child Labor Committee (NCLC). Nei dieci anni successivi, Hine documentò il lavoro minorile nelle fabbriche americane per supportare l'impegno della NCLC nell'abolizione di questa pratica. Tra il 1906 e il 1908, fu fotografo freelance per The Survey, una rivista di promozione di riforme sociali, scattando immagini che dimostrassero la crudeltà delle condizioni di lavoratori bambini.

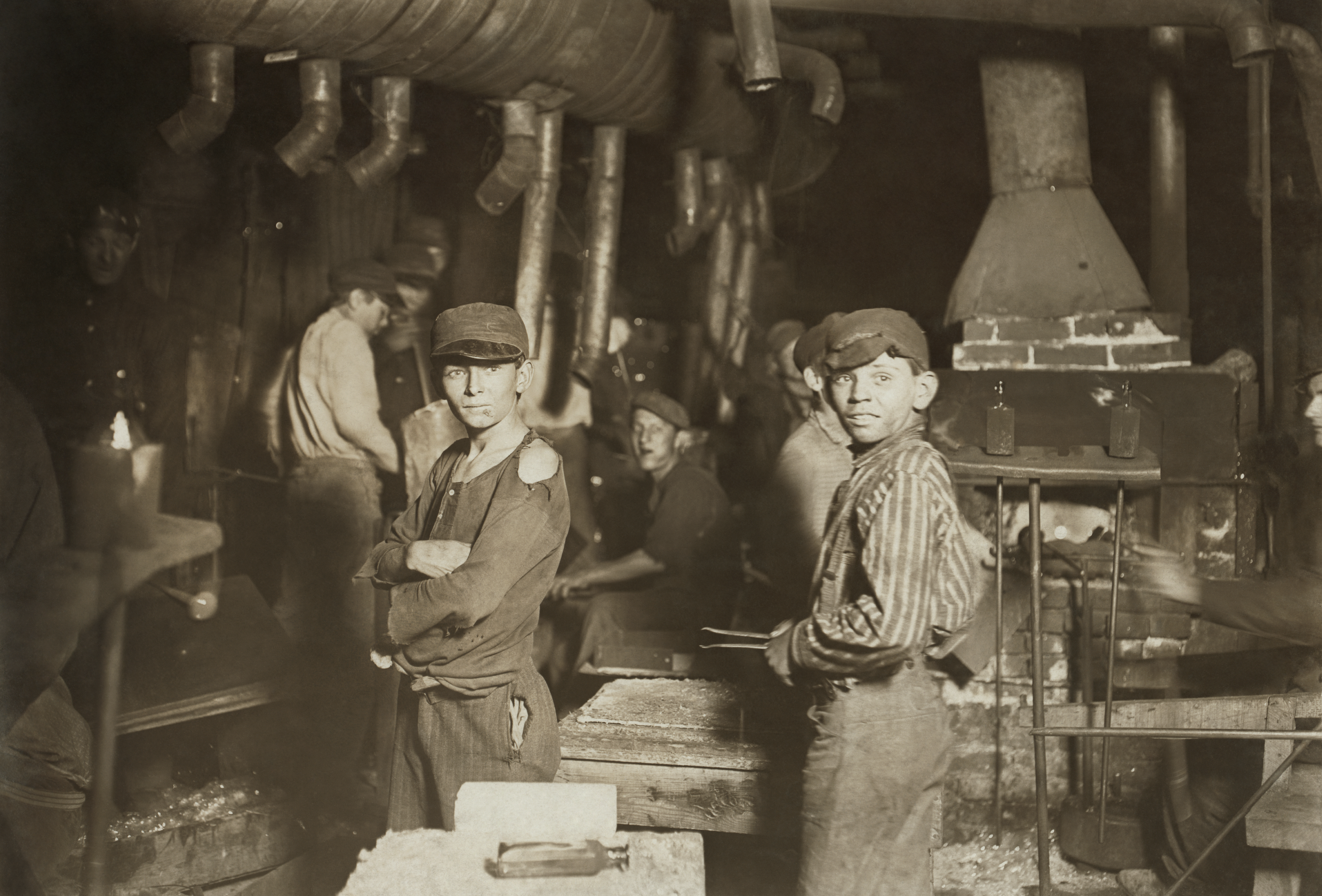
Bambino al lavoro in una vetreria. Indiana, 1908

Nel 1908, Hine fotografò operai e attività nella zona industriale siderurgica di Pittsburgh per un importante studio sociologico intitolato The Pittsburgh Survey. Durante la prima guerra mondiale, documentò l'opera di assistenza e soccorso della Croce Rossa in Europa. In seguito a questa esperienza, Lewis dedicò gli anni venti e i primi anni trenta ad alcune serie di work portraits (o ritratti di operai) in cui veniva enfatizzato il contributo - e l'interscambio, non sempre proficuo - tra l'uomo e la macchina industriale (società industriale) nella costruzione del progresso.
Nel 1930, gli fu commissionata la documentazione del processo di costruzione dell'Empire State Building. Hine fotografò gli operai in precarie condizioni di lavoro e privi di strumenti di sicurezza. E per ottenere i migliori punti panoramici da cui scattare, Hine si posizionò in una struttura appositamente progettata circa 300 metri al di sopra della Fifth Avenue.

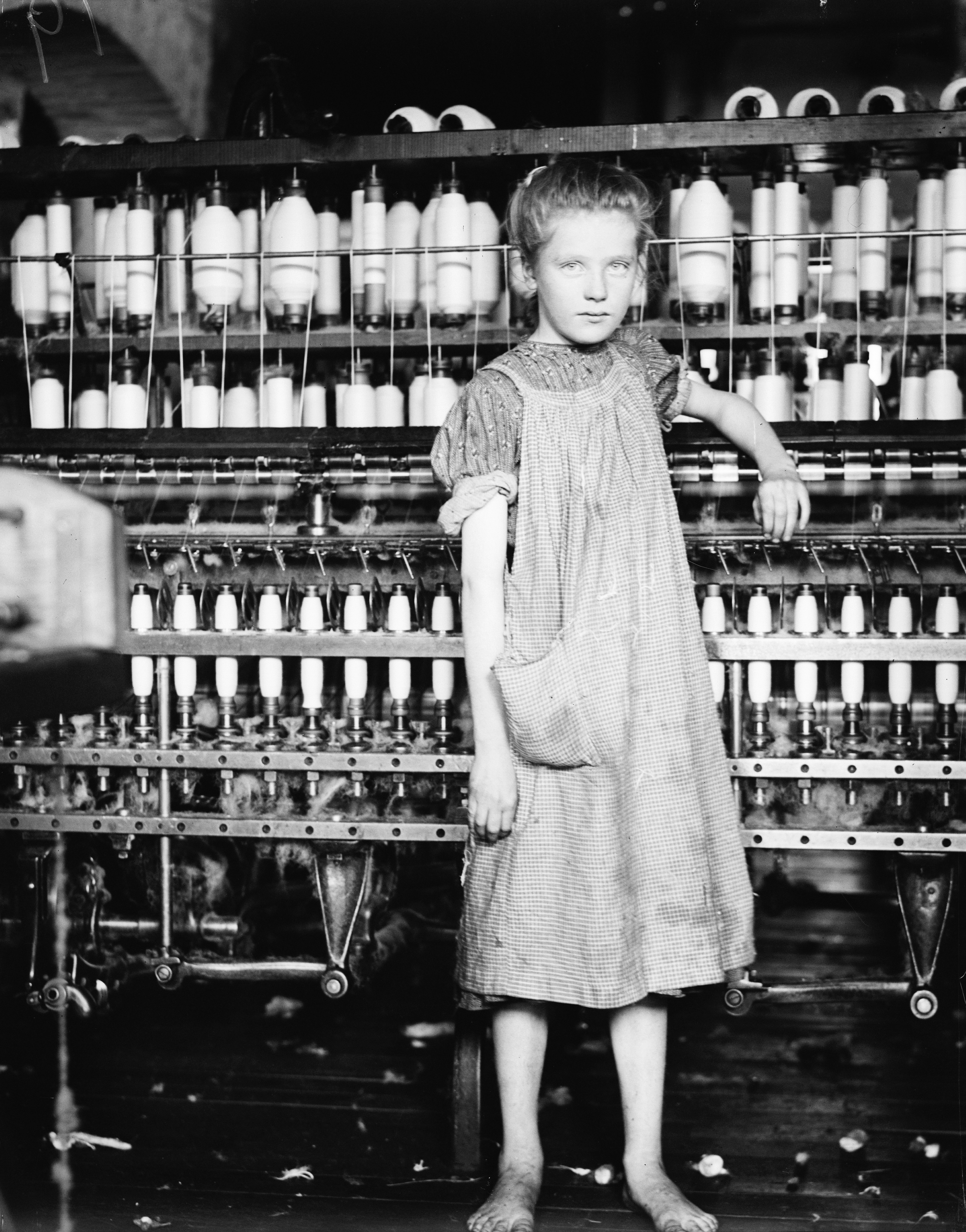
Addie Card, 12 years. Spinner in North Pormal [i.e., Pownal] Cotton Mill. Vt.

Durante la Grande depressione lavorò nuovamente per la Croce Rossa, fotografando l'opera di soccorso nel Sud degli Stati Uniti colpiti dalla siccità, e per il Tennessee Valley Authority (TVA), documentando la vita nelle montagne del Tennessee orientale. Lavorò anche come capo fotografo del Works Progress Administration's (WPA) che studiò i cambiamenti nel settore industriale e gli effetti sull'occupazione.  Hine fu anche eletto nel consiglio di facoltà della Ethical Culture Fieldston School.
La Biblioteca del Congresso conserva più di cinquemila fotografie di Hine, inclusi molti esempi dei suoi ritratti sul lavoro minorile e sulle attività assistenziali della Croce Rossa.